# Cristiannan Uni Reforzando Potencial di Aruba
Cristiannan Uni Reforzando Potencial di Aruba (Nederlands: Christenen verenigd ter versterking van Aruba's potentieel, afgekort CURPA) is een Arubaanse politieke partij en heeft een christelijk-sociale signatuur. 
De CURPA is opgericht op 20 mei 2009 door Max Robert, die tevens partijvoorzitter en politiek leider werd. De partij is gebaseerd op de christelijke normen en waarden en heeft zich openlijk uitgesproken tegen het homohuwelijk en de invoering van het geregistreerd partnerschap, dat als amendement van het Arubaans burgerlijk wetboek in maart 2021 een meerderheid in de Staten van Aruba behaalde.
Met een korte kandidatenlijst deed de partij in 2009 en 2017 mee aan de statenverkiezingen. Beide verkiezingen leverden geen zetel op. In 2013 had de partij ervoor gekozen niet deel te nemen aan de verkiezingsstrijd. Als partijleider werd Max Robert in 2017 opgevolgd door Cristina Lampe, die in 2021 in de aanloop naar de verkiezingen door Eric Ras werd opgevolgd. 